# Kōki Kameda
Pour les articles homonymes, voir Kameda.
Koki Kameda (亀田 興毅, Kameda Kōki) est un boxeur japonais né le 17 novembre 1986 dans l'arrondissement Nishinari-ku à Osaka.

## Carrière
Champion d'Asie des poids mouches OPBF en 2005 à 19 ans, il remporte le titre mondial des poids mi-mouches WBA le 2 août 2006 en battant aux points Juan Jose Landaeta. Kameda confirme cette victoire lors du combat revanche puis décide d'abandonner sa ceinture pour poursuivre sa carrière dans la catégorie supérieure.
Le 29 novembre 2009, il devient champion du monde des poids mouches WBC en battant aux points son compatriote Daisuke Naito mais perd sa ceinture dès le combat suivant face à Pongsaklek Wonjongkam. Devenu par la suite champion WBA régulier des poids coqs (Anselmo Moreno étant au même moment super-champion), il échoue pour le titre WBC des poids super-mouches face à Kohei Kono le 16 octobre 2015.